# Oroftiana, Botoșani
Oroftiana este un sat în comuna Suharău din județul Botoșani, Moldova, România. Localitatea este formată prin comasarea satelor Oroftiana de Sus  și Oroftiana de Jos.
Oroftiana de Sus este punctul în care Prutul intră pe teritoriul României. Localitatea este înconjurată de păduri iar în partea de nord este mărginită de râul Prut. Delimitarea dintre cele două sate este dată de un câmp de cca 400–500 m.

Oroftiana pe harta toponimică a Hudeștiului

Drumul de acces este asfaltat până în satul Suharău iar de aici urmează o porțiune de drum pietruit (urma să fie asfaltat în 2012) până în Oroftiana de Sus, unde strada principală este asfaltată din 2008.
Satul este situat la aproximativ 9 km de centrul comunei, 35 km de orașul Dorohoi și 70 km de reședința județului, municipiul Botoșani. Ca obiective turistice se pot enumera: rezervația forestieră „Făgetul secular Stuhoasa”, valea Prutului, cele două biserici din Oroftiana de Sus (cu hramul Adormirea Maicii Domnului), respectiv Oroftiana de Jos (cu hramul Sf. Dumitru), și o cetate de pământ care datează de pe la începutul  evului mediu (undeva secolele IX - XII), aflată în partea de vest a satului în zona graniței cu Ucraina, foarte puțin cercetată și acoperită cu vegetație.
Denumirea localității provine, conform legendelor locale, de la numele boierului Oroftianu care ar fi avut moșie pe aceste meleaguri în vremea domnitorului Petru Rareș. Acest lucru este susținut și de toponimul Dealul Doamnei, aflat la marginea estică a localității (denumit în cinstea soției boierului).
În localitate funcționează două școli: Școala cu clasele I-VIII nr. 1 Oroftiana și Școala cu clasele I-IV nr. 2 Oroftiana; și două grădinițe: Grădinița cu program normal nr. 1 Oroftiana și Grădinița cu program normal nr. 2 Oroftiana.

## Personalități
- Alexa Haralambie (1930 - 2007), politician comunist român, deputat în Marea Adunarea Națională, membru în CC al PCR